# Scleronema spruceana
Scleronema spruceana är en malvaväxtart som beskrevs av George Bentham. Scleronema spruceana ingår i släktet Scleronema och familjen malvaväxter. Inga underarter finns listade i Catalogue of Life.